# Завиш од Фалкенштајна
Завиш од Фалкенштајна (око 1250. - умро 24. августа 1290) је био чешки племић, један од вођа побуне против краља Отакара II Пшемисловића у 13. веку.

## Биографија
Завиш је припадао династији Витковци. Његов отац Будивој (умро после 1272) је оженио аустријску племкињу Першту од Фалкенштајна. Као већина чешког племства, Завиш је био заплашен јачањем Отакара II, сина и наследника Вацлава I, из династије Пшемисловића. Он је 1251. године постављен за аустријског војводу, а 1253. године постао је и чешки краљ. Отакар је основао градове Будјејовице и Злата Коруна, како би спречио даље ширење поседа породице Витковци. Отакар долази у сукоб са светоримским царем Рудолфом Хабзбуршким 1273. године. Завиш, као и други чешки племићи, стаје на страну Рудолфа и диже побуну против Отакара. Побуњеници су опљачкали Будјејовице и Злату Коруну. Отакар је ступио у преговоре са Рудолфом. Приморен је да се одрекне свих освојених територија и да се повуче у своје чешке и моравске земље. Рудолф је вратио Витковцима њихове поседе. У наставку сукоба Отакар је поражен од Рудолфа. Погинуо је у бици код Маршфилда 1278. године. Након краљеве смрти, чешким земљама овладао је Отон од Бранденбурга. Кунигунда, краљева удовица, склопила је савез са Завишем, за кога се и удала. Умрла је неколико месеци након удаје 1285. године. У име Вацлава II, Кунигундиног и Отакаровог сина, Завиш је преузео власт. Завиш је око 1287/1288. године стигао у Угарску, вероватно како би преговарао о савезу. Јелисавета, сестра угарског краља Ладислава, је изведена из манастира и приморана да се уда за Завиша 4. маја 1288. године. Јелисавета је молила острогонског надбискупа Лодомера да призна брак, што је овај одбијао због блиског крвног сродства (други степен). Због тога се са мужем склонила у Чешку, у дворац Завиша, где је родила сина. За време Завишевог одсуства у Чешкој, његови непријатељи уздигли су Вацлава за краља и окренули га против очуха. Завиш је позвао Вацлава на крштење свог сина, али је овај инсистирао да Завиш дође у Праг и лично му донесе позив. Када је јануара 1289. године Завиш стигао код краља, ухапшен је и приморан да врати имовину Кунигунде. Завиш је то одбио, те је оптужен за издају и погубљен. Одсечена му је глава 24. августа 1290. године, пред очима његове браће, испред зидина дворца Фрауенберг. Није познато шта је Јелисавета радила након погибије супруга. Вероватно се поново повукла у манастир, да би се после неког времена удала за српског краља Милутина. Завиш је сахрањен у манастиру Виши Брод.

### Потомство
Завиш и Јелисавета имали су једног сина:
- Јанош (1288-1346?)